# Ирска на Европском првенству у атлетици на отвореном 1962.
Ирска је учествовала на 7. Европском првенству у атлетици на отвореном 1962. одржаном у Београду од 12. до 16. септембра. Ово је било 4. европско првенство у атлетици на отвореном на којем је Ирска учествовала. Репрезентацију Ирске представљала су 5 такмичара (4 мушкарца и 1 жена) који су се такмичили у шест дисциплина (четири мушке и две женске).
На овом првенству представници Ирске нису освојили ниједну медаљу али је оборен један национални рекорд. У табели успешности према броју и пласману такмичара који су учествовали у финалним такмичењима (првих 8 такмичара) Ирска је са 2 учесника у финалу заузела 17 место са 7 бодова.
Једна занимљивост. Ово је прво европско првенство на којем је учествовала и једна жена (Maeve Kyle) из Ирске, која је и оборила национални рекорд.
| Плас. | Земља | 1. место | 2. место | 3. место | 4. место | 5. место | 6. место | 7. место | 8. место | Бр. финал. - Бод. |
| ----- | ----- | -------- | -------- | -------- | -------- | -------- | -------- | -------- | -------- | ----------------- |
| 17.   | Ирска | 0 - 0    | 0 - 0    | 0 - 0    | 0 - 0    | 1 - 4    | 1 - 3    | 0 - 0    | 0 - 0    | 2 - 7             |

## Учесници
| Мушкарци: - Derek McCleane — 800 м - Ноел Керол — 800 м - Џим Хоган — 5.000 м, 10.000 м - Алберт Месит — Маратон | Жене: - Maeve Kyle — 400 м, 800 м |  |

## Резултати

### Мушкарци
| Атлетичар      | Дисциплина | Лични рекорд | Квалификације     | Квалификације     | Полуфинале           | Полуфинале           | Финале               | Финале               | Детаљи   |
| Атлетичар      | Дисциплина | Лични рекорд | Резултат          | Место             | Резултат             | Место                | Резултат             | Место                | Детаљи   |
| -------------- | ---------- | ------------ | ----------------- | ----------------- | -------------------- | -------------------- | -------------------- | -------------------- | -------- |
| Derek McCleane | 800 м      |              | 1:50,8 КВ         | 1. у гр. 6        | 1:50,1 КВ            | 2. у гр. 2           | 1:51,3               | 5 / 23 (24)          | стр 391. |
| Ноел Керол     | 800 м      |              | 1:53,9            | 3. у гр. 1        | Није се квалификовао | Није се квалификовао | Није се квалификовао | 13 / 23 (24)         | стр 391. |
| Џим Хоган      | 5.000 м    |              | Није завршио трку | Није завршио трку |                      |                      | Није се квалификовао | Није се квалификовао | стр 392. |
| Џим Хоган      | 10.000 м   |              |                   |                   |                      |                      | Није се квалификовао | Није се квалификовао | стр 392. |
| Алберт Месит   | Маратон    |              | 2:34:55.2         | 13 / 22 (28)      |                      |                      |                      |                      | стр 392. |

### Жене
| Атлетичарка | Дисциплина | Лични рекорд | Квалификације | Квалификације | Полуфинале | Полуфинале | Финале                | Финале  | Детаљи   |
| Атлетичарка | Дисциплина | Лични рекорд | Резултат      | Место         | Резултат   | Место      | Резултат              | Место   | Детаљи   |
| ----------- | ---------- | ------------ | ------------- | ------------- | ---------- | ---------- | --------------------- | ------- | -------- |
| Maeve Kyle  | 400 м      |              | 55,1 КВ       | 2. у гр. 1    | 55,4 КВ    | 2. у гр. 2 | 57,5                  | 6 / 18  | стр 396. |
| Maeve Kyle  | 800 м      |              | 2:13,0 НР     | 6. у гр. 1    |            |            | Није се квалификовала | 16 / 19 | стр 396. |